# نیمه‌خودکشی
نیمه خودکشی یا خودکشی نمایشی به گونه‌ای از خودکشی گفته می‌شود که فرد در آن واقعاً قصد مردن ندارد و صرفاً برای جلب توجه اقدام به خودآزاری یا مصرف بیش از حد دارو می‌نماید. این عبارت نخست توسط نورمن کریتمن استفاده شد. نیمه خودکشی یکی از پر اهمیت‌ترین مسائل در زمینه بهداشت عمومی قلمداد می‌شود؛ چرا که یکی از بازرترین نشانه هاییست که خودکشی موفق فرد در آینده را پیش‌بینی می‌کند. مطالعات حاکی از آن است که بیش از نیمی از اشخاصی که خودکشی موفق داشته‌اند، قبلاً یک یا چند بار نیمه خودکشی را تجربه کرده بودند. این نوع از خودکشی بیشتر در میان جوانان و بزرگسالان شایع است.